# Gmina Vännäs
Gmina Vännäs (szw. Vännäs kommun) – gmina w Szwecji, w regionie Västerbotten, z siedzibą w Vännäs.
Pod względem zaludnienia Vännäs jest 238. gminą w Szwecji. Zamieszkuje ją 8525 osób, z czego 50,15% to kobiety (4275) i 49,85% to mężczyźni (4250). W gminie zameldowanych jest 121 cudzoziemców. Na każdy kilometr kwadratowy przypada 15,99 mieszkańca. Pod względem wielkości gmina zajmuje 166. miejsce.